# Atlides brangas
Atlides brangas är en fjärilsart som beskrevs av Andrew Neild. Atlides brangas ingår i släktet Atlides och familjen juvelvingar. Inga underarter finns listade i Catalogue of Life.